# 賈逵 (漢)
賈 逵（か き、30年 - 101年）は、後漢時代の儒学者・天文学者。字は景伯。右扶風平陵県（現在の陝西省咸陽市秦都区）の人。
前漢の賈誼の9世の孫にあたる。父の賈徽は劉歆から『春秋左氏伝』を受け『左氏条例』21篇を作り、また『国語』『周官』を習った。そのほか徐惲からは『古文尚書』を、謝曼卿から『毛詩』を受けている。賈逵は父の業をことごとく受け継ぎ、弱冠にして『春秋左氏伝』や五経本文を暗唱したという。『左伝』の古文学を主としたが、『春秋穀梁伝』五家の学（尹更始・劉向・周慶・丁姓・王彦）にも通じていた。身長8尺2寸（約195cm）で諸儒は彼を「問事不休の賈長頭」と称した。
明帝の時期、朝廷が神秘主義的な予言怪異の書、讖緯を好むのを利用し、『春秋左氏伝』を讖緯で説いた。また班固とともに校書郎に任じられ共に宮中図書の校定や後漢史の整理に当たっている。章帝は儒学好きで、特に『春秋左氏伝』『古文尚書』を好み、建初元年、賈逵は北宮白虎観、南宮雲台にてこれを講じた。また今文公羊家の李育を反駁したり、『古文尚書』を『爾雅』で訓詁したり、詔勅により『今文尚書』と『古文尚書』の異同、今文三家詩（『斉詩』『魯詩』『韓詩』）と『毛詩』の異同を集めたり、『周礼解詁』も作るなど古文学の地位を高めるのに貢献した。
また天文暦学に造詣が深く、元和年間、四分暦が施行された後、詔勅により賈逵が四分暦修正のための責任者となっている。また「賈逵論暦四則」（92年）として知られる優れた暦論を遺し月の運行の遅速などを指摘している。これは『後漢書』律暦志に記載されている。
著書には『春秋左氏伝解詁』『国語解詁』を始めとする経注や詩・頌・誄など多数存在した。そのほとんどが散佚して現在に伝わらないが、清の馬国翰の『玉函山房輯佚書』や黄奭の『漢学堂叢書』に集められている。また『左伝』に関する注釈の一部は清の劉文淇の『春秋左氏伝旧注疏証』に載せられている。